# Deseo prohibido (telenovela)
Deseo prohibido (en portugués: Desejo proibido) es una telenovela brasileña emitida por TV Globo desde el 5 de noviembre de 2007 hasta el 2 de mayo de 2008.
Escrita por Walter Negrão, Jackie Vellego y Renato Modesto, con la colaboración de Alessandro Marson, dirigida por Maria de Médicis, Luiz Pilar y Tande Bressane, con la dirección general de Luiz Henrique Rios sobre núcleo de Marcos Paulo.
Protagonizada por Murilo Rosa y Fernanda Vasconcellos, con las participaciones antagónicas de Daniel de Oliveira y Eva Wilma.

## Sinopsis
Laura fue abandonada a la orilla de un río cuando aún era un bebé. Ana la encuentra y salva con sus súplicas a una santa milagrosa naturalmente esculpida en una gruta. Ya adulta, la cariñosa Laura fue convencida para aceptar como novio al egoísta e inescrupuloso Henrique – pero este noviazgo solamente dura hasta la llegada de Miguel, un joven sacerdote sin sotana, que investiga el supuesto milagro de su salvación gracias a la intervención de la santa. Miguel y Laura se enamoran y Henrique intentará impedir esa relación. Sin embargo, el sentimiento de los dos se revelará más fuerte que los celos del exnovio o los impedimentos que la Iglesia le pone a Miguel, que se deshace de los deberes eclesiásticos. Ana, a su vez, sufriendo de problemas mentales y dominada por un marido posesivo, se enamorará de su médico Escobar.
Mientras, conocemos a personajes sencillos del interior, como la chismosa doña Guará, el inocente Nezinho (que tuvo que salir de la telenovela tras la muerte de su intérprete Luiz Carlos Tourinho, debida a un aneurisma cerebral), las tres hijas del Delegado Trajano, que solo piensan en matrimonio, y tantos otros.
Una novela de época que combina drama, romance y comedia para demostrar que el amor todavía es el mayor milagro.

## Elenco
| Actor/Actriz          | Personaje                                    |
| --------------------- | -------------------------------------------- |
| Fernanda Vasconcellos | Laura de Castro                              |
| Murilo Rosa           | Padre Miguel Meireles                        |
| Daniel de Oliveira    | Henrique Fernandes Novaes de Toledo          |
| Eva Wilma             | Cândida Novaes de Toledo                     |
| Letícia Sabatella     | Ana de Castro Fernandes                      |
| Alexandre Borges      | Dr. Escobar                                  |
| José de Abreu         | Francisco Fernandes (Chico)                  |
| Fernanda Paes Leme    | Teresa Mendonça (Teresinha)                  |
| Pedro Neschling       | Diogo Botiquário                             |
| Deborah Evelyn        | Madalena Borges Mendonça                     |
| Nívea Maria           | Magnólia Cardoso Palhares                    |
| Lima Duarte           | Prefeito Viriato Palhares                    |
| Caio Junqueira        | Dr. Gaspar                                   |
| Júlia Lemmertz        | Belinda Botiquário                           |
| Marcos Caruso         | Padre Inácio Gouveia                         |
| Othon Bastos          | Alcebíades Patápio (Cebíade)                 |
| Roberto Bomfim        | Dioclécio                                    |
| Camila Rodrigues      | Guilhermina Mendonça                         |
| Cássio Gabus Mendes   | Delegado Trajano Mendonça                    |
| Cláudio Marzo         | Lázaro Simões                                |
| Pedro Paulo Rangel    | Galileu Botiquário                           |
| Jandira Martini       | Dona Guará                                   |
| Emílio Orciollo Neto  | Argemiro Borges Patápio                      |
| Eliana Fonseca        | Pureza Borges Patápio (Dona Puzerinha)       |
| Luiz Carlos Tourinho  | Anésio (Nezinho)                             |
| Grazi Massafera       | Florinda Cardoso Palhares                    |
| Rodrigo Lombardi      | Ciro Feijó                                   |
| Letícia Birkheuer     | Raquel                                       |
| Paulo César Grande    | Valdenor                                     |
| Sthefany Brito        | Dulcina Botiquário                           |
| Thaís Garayp          | Iraci de Castro                              |
| Osvaldo Mil           | Germano                                      |
| Ana Lima              | Eulália Palhares Patápio                     |
| Cosme dos Santos      | Faustino                                     |
| Marcélia Cartaxo      | Antonieta (Tonha)                            |
| Thiago Martins        | Lídio                                        |
| Guilherme Berenguer   | Tenente João Antônio Teixera                 |
| André Arteche         | Clemente                                     |
| Nando Cunha           | Soldado Brasil                               |
| Mary Sheyla           | Maria Aparecida Conceição da Penha (Cidinha) |
| Gilberto Hernández    | Dr. Amilcar Noronha                          |
| Bruna Marquezine      | Maria Augusta Mendonça                       |
| Júlia Matos           | Elisa Borges Patápio                         |
| Leonardo Rocha        | Jacinto Borges Patápio                       |
| Orã Figueiredo        | Camaleão                                     |
| Cinara Leal           | Doralice                                     |
| Miguel de Oliveira    | Tonico                                       |

### Participaciones especiales
| Actor/Actriz        | Personaje                     |
| ------------------- | ----------------------------- |
| Laura Cardoso       | Sebastiana                    |
| Sérgio Mamberti     | Frei Domingos                 |
| Jacqueline Laurence | Romilda                       |
| Beth Goulart        | Maria de Lourdes              |
| Marcos Paulo        | Dr. Marcos                    |
| Giulio Lopes        | Dr. Tavares                   |
| Gabriel Kaufmann    | Henrique Novaes Toledo (niño) |

## Banda sonora
1. Aquí - Ana Carolina (tema de Laura e Miguel)
2. Trem das Cores - Caetano Veloso (tema de locação: Passaperto)
3. Rosa - Marisa Monte (tema de Viriato e Cândida / tema de Viriato e Magnólia)
4. Denseredo (Ao Vivo) - Roberta Sá e Boca Livre (tema de Ana)
5. Sonho Lindo - Tânia Mara (tema de abertura)
6. Amor de Índio - Roupa Nova (tema de Laura)
7. Todo Azul do Mar - 14 Bis (tema de Miguel)
8. O Trenzinho do Caipira - Boca Livre (tema geral)
9. Tamanho Não é Documento - Eduardo Dusek (tema de Nezinho)
10. Deusa da Minha Rua - Ivo Pessoa (tema de Eulália e Argemiro)
11. Céu Cor-de-rosa (Indian Summer) - Sidney Magal (tema de Florinda)
12. Danada da Preguiça - Luk Brown (tema de Alcebíades)
13. Tipo Zero - Edson Cordeiro (tema de Ciro Feijó)
14. Diabinho Maluco (Instrumental) - Joel Nascimento
15. Ave Maria - Selma Reis (tema do núcleo religioso / tema do Padre Inácio)
16. Hino Sertanejo - Tonico e Tinoco (tema de Soldado Brasil)

## Emisión
| País                      | Emisora                                                                         | Año        |
| ------------------------- | ------------------------------------------------------------------------------- | ---------- |
| Bandera de Portugal       | SIC                                                                             | 2008       |
| Bandera de Venezuela      | Televen                                                                         | 2008       |
| Bandera de El Salvador    | Canal 4                                                                         | 2008       |
| Bandera de Costa Rica     | Teletica                                                                        | 2009       |
| Bandera de Mozambique     | STV                                                                             | 2010       |
| Bandera de Argentina      | Canal 9 15 de marzo de 2010- 17 de agosto de 2010 // Canal 9 Televida (Mendoza) | 2011       |
| Bandera de Paraguay       | SNT                                                                             | 2010       |
| Bandera de Georgia        | Rustavi2                                                                        | 2010       |
| Bandera de Chile          | La Red                                                                          | 2010 /2011 |
| Bandera de Bolivia        | Bolivision                                                                      | 2011       |
| Bandera de México         | Azteca 7                                                                        | 2008 /2009 |
| Bandera de Estados Unidos | Telemundo                                                                       | 2009       |
| Bandera de Perú           | LaTele                                                                          | 2011 /2014 |

| Predecesor: Belleza Pura | Desejo Proibido Horario: Lunes a viernes a las 20:00 por Canal 9 15 de marzo de 2010 - 17 de agosto de 2010 | Sucesor: Acuarela del Amor |